# 保時捷Taycan

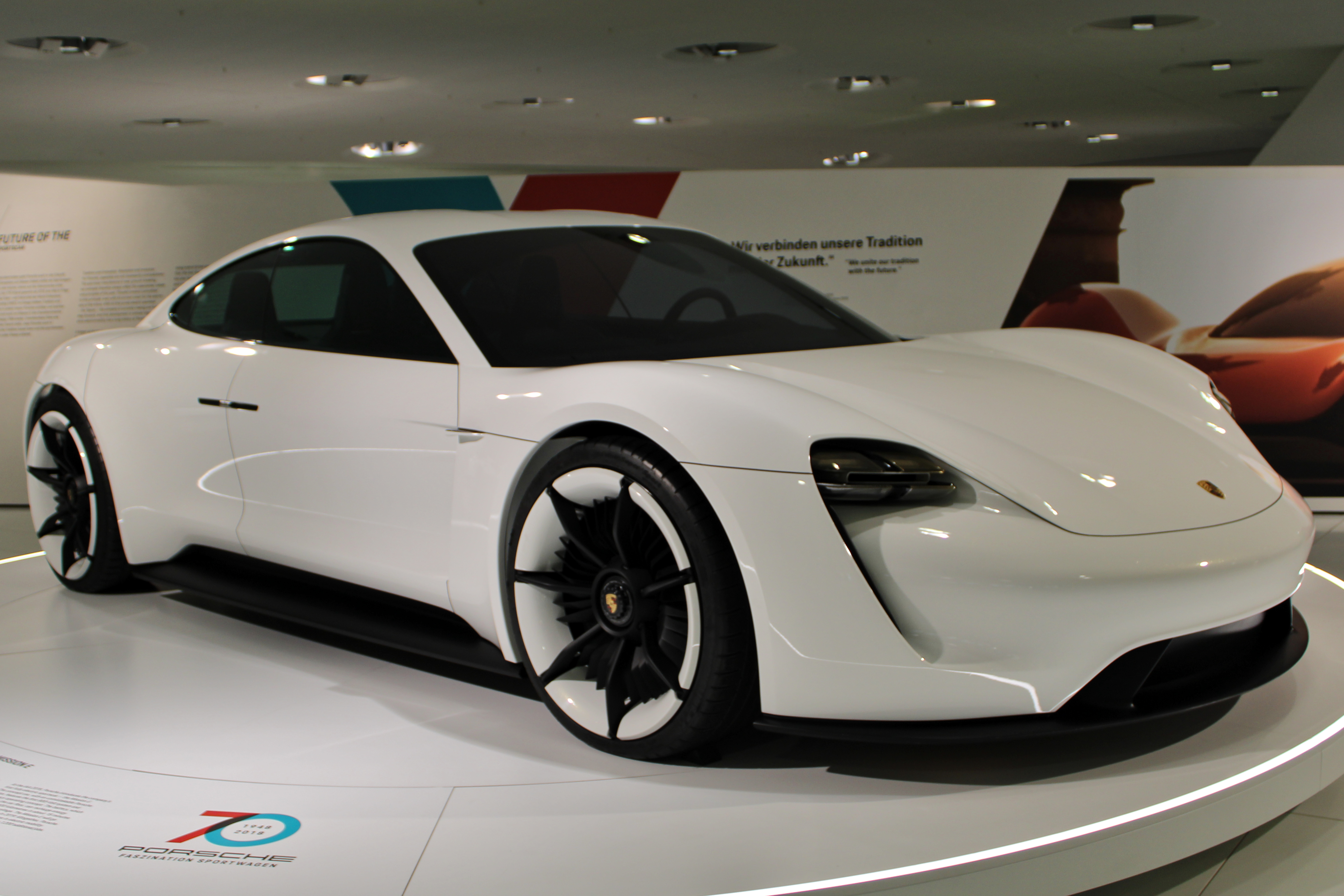
保時捷Mission E概念车

保时捷Taycan（Porsche Taycan）是保時捷設計的第一代純電動汽車，2015年在法蘭克福車展上發佈其概念車，当时叫做保時捷Mission E（Porsche Mission E），2019年投入生产。保時捷董事奥利弗·布鲁姆曾說其價格相當於“入門級的帕纳美拉”。其名“Taycan”来自土耳其语，意思是“活泼的年轻骏马”。

## 设计
其车身是铝和钢制的，全车37%的部分为铝制。800V镍钴锰酸锂电池可在22.5分鐘內从5%充至80%。

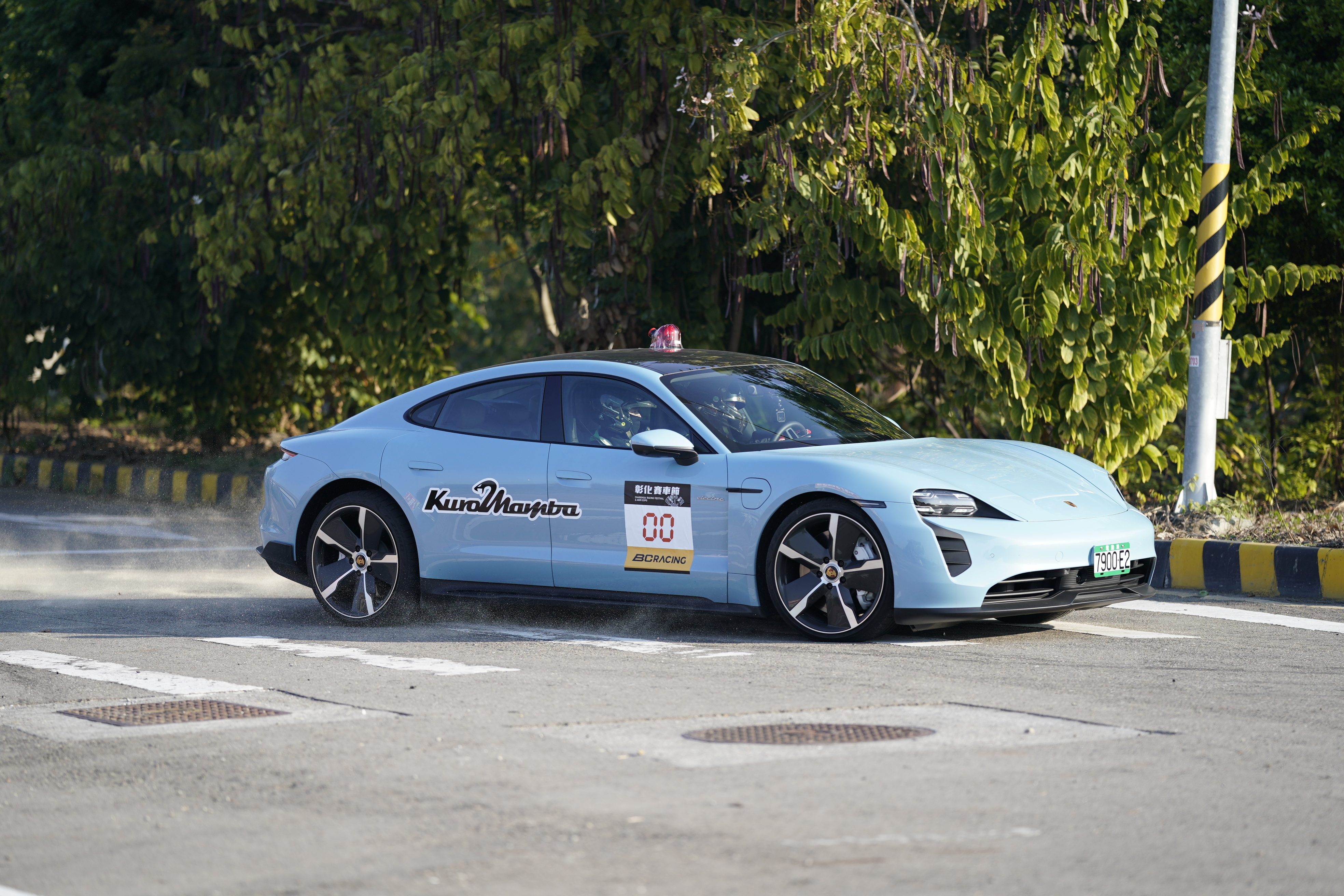
Porsche Taycan 4S 擔任前導車

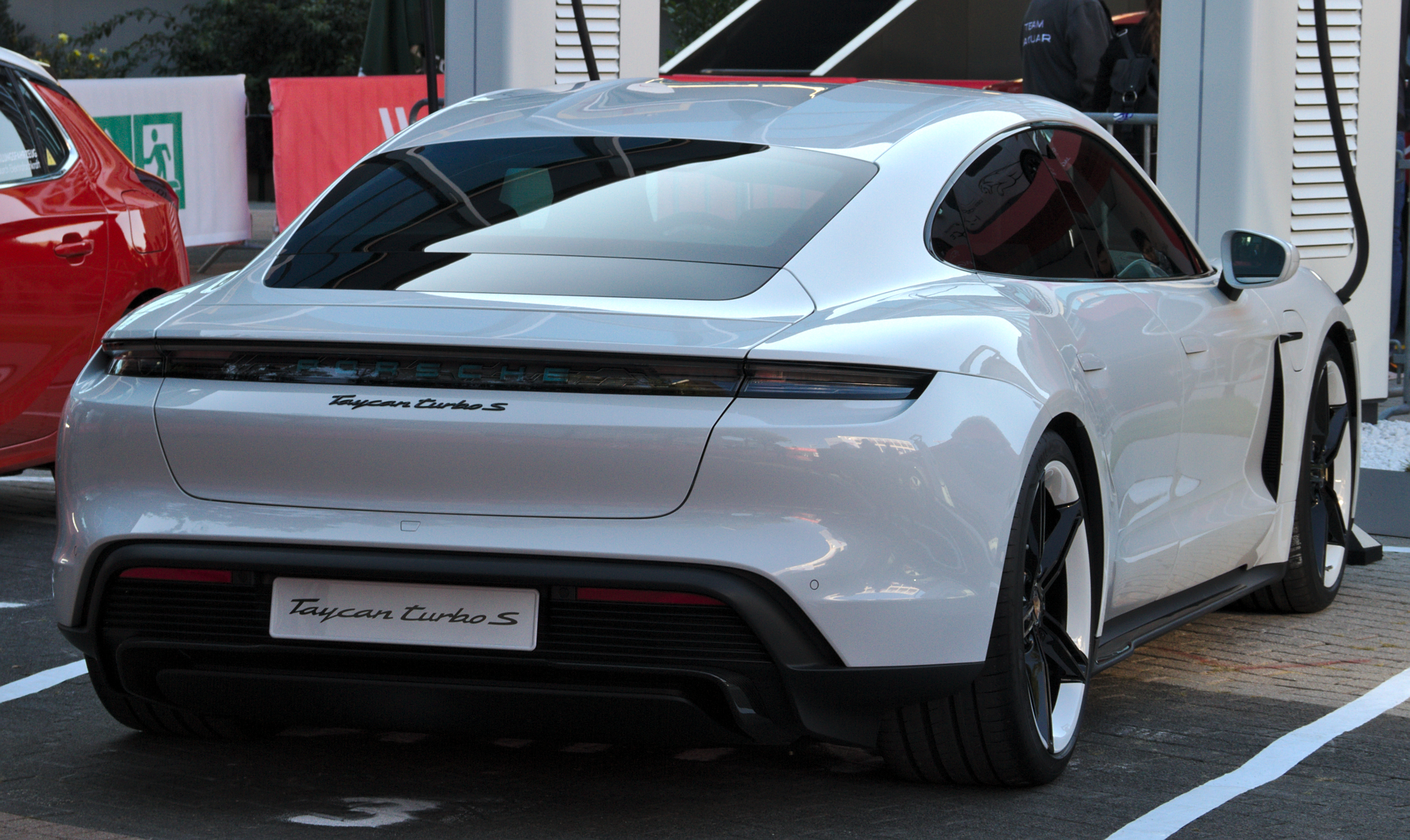
尾部
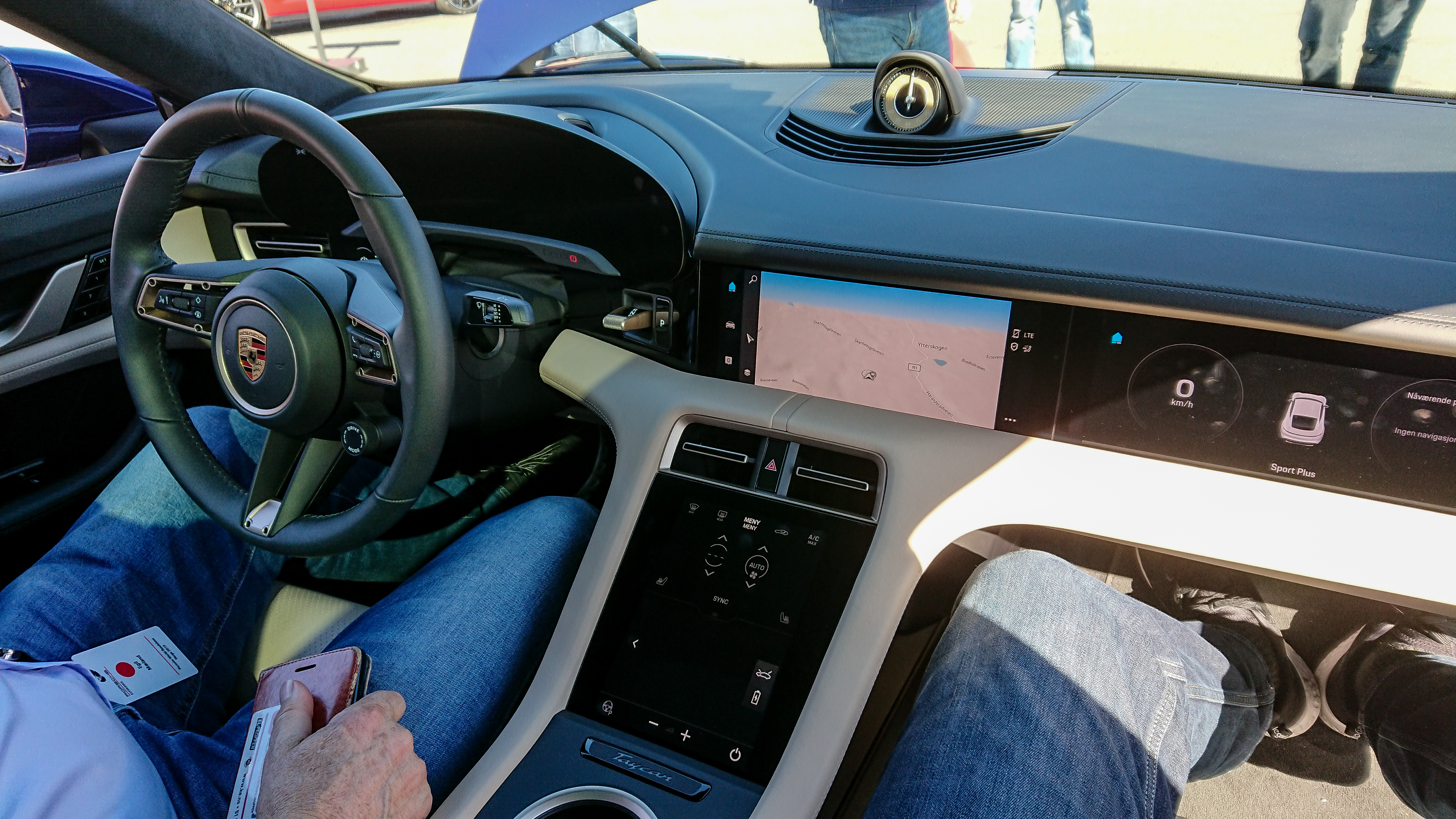
内饰
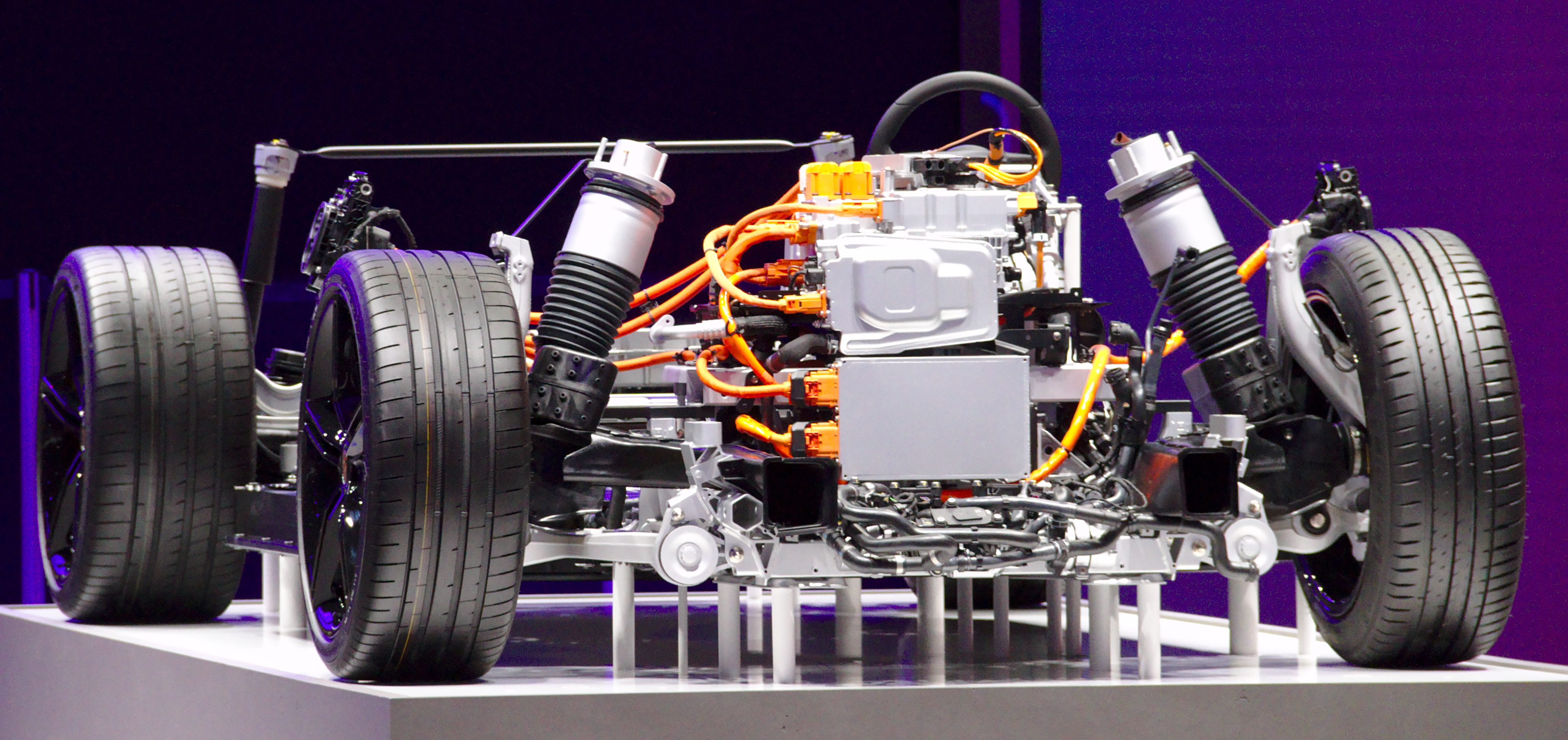
底盘